# 俄罗斯联邦通信、信息技术和大众传媒监督局
联邦通信、信息技术和大众传媒监督局（俄語：Федеральная служба по надзору в сфере связи, информационных технологий и массовых коммуникаций，簡稱Розкомнадзор；聯邦通監局）是俄羅斯聯邦政府的一個机构，主要负责監管俄羅斯的媒体、电信等領域。該機構成立於2008年5月。该局的局长是亚历山大·扎罗夫。

## 活动

### 国家域名系统
俄罗斯国家域名系统由RKN于2019年开发。自2021年起，RKN有义务切换俄罗斯互联网提供商和信息传播组织者的递归DNS服务器。该系统位于MSK-IX上，旨在确保在与全球网络断开或隔离的情况下，俄罗斯互联网部分的运行。

### 网站拦截工具
Revizor系统是一个软件和硬件综合体，用于监控提供商的站点并控制本地禁止站点和IP地址数据库与注册表的合规性。由MFI Soft根据RKN的命令开发。该系统于2015年底开始使用。

#### 维基百科

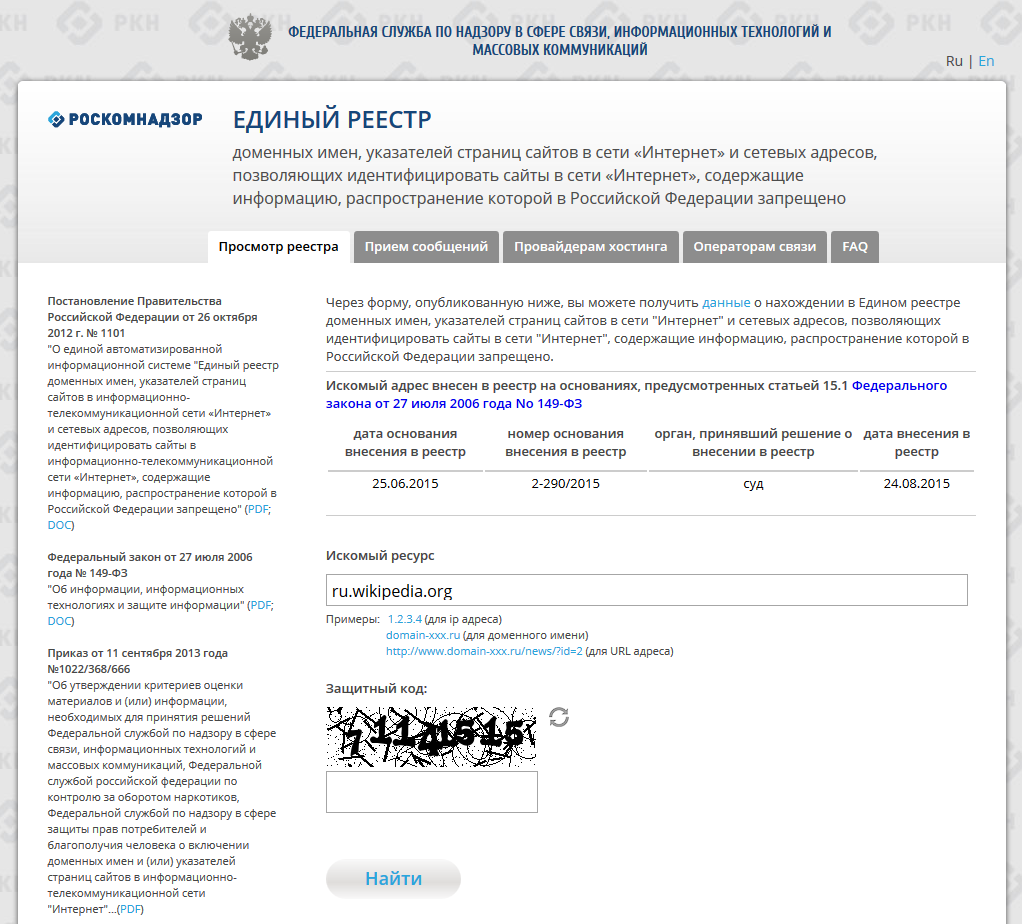
检查登记表中的维基百科网站